# PE-166
PE-166 é um rodovia estadual de Pernambuco que liga o município de Belo Jardim no entrocamento da BR-232 ao distrito de Serra dos Ventos, totalizando 16,6 km. Posteriormente, a rodovia segue deste distrito até o entroncamento com a PE-145, no distrito de Barra de Farias, no município de Brejo da Madre de Deus, com mais 13,4 quilômetros de extensão, totalizando 60 km de rodovia. 
A rodovia é uma importante rota na região do Agreste Pernambucano que encurta o trajeto, entre o Agreste Central e o Agreste Setentrional em 60 km, sendo de extrema importância na economia, de acesso ao polo têxtil, na escoação dos produtos regionais, além do deslocamento dos moradores das cidades vizinhas e dos turistas que visitam o Agreste Central.